# Hofanlage Padingbütteler Altendeich 76
Die Hofanlage Padingbütteler Altendeich 76, nördlich vom Dorf, in der niedersächsischen Gemeinde Wurster Nordseeküste, Ortschaft Padingbüttel, im Landkreis Cuxhaven stammt vom Ende des 18. Jahrhunderts.
Aktuell (2024) wird sie als Wohnhaus mit Nebenanlage genutzt.
Die Gebäude stehen unter Denkmalschutz (siehe auch Liste der Baudenkmale in Wurster Nordseeküste).

## Beschreibung
Die Hofanlage mit altem Baumbestand besteht aus:
- dem eingeschossigen giebelständigen Wohn- und Wirtschaftsgebäude vom Ende des 18. Jahrhunderts als Zweiständer-Hallenhaus in Fachwerk mit Steinausfachungen, Satteldach und regionaltypischen verbretterten Giebeldreieck sowie moderner Eingangsanlage in Glas, umgebaut zum Wohnhaus,[2]
- der eingeschossigen traufständigen Scheune vom Ende des 18. Jhs. als Zweiständer-Hallenhaus mit Satteldach in Fachwerk mit Steinausfachungen, im Giebeldreieck überformt durch Verbretterung und neuem Tor, am Südwestgiebel mit Walm (ehemals wohl auch am Nordostgiebel).[3]

Das Landesdenkmalamt befand u. a.: „… aus geschichtlichen als auch aus städtebaulichen Gründen wegen des ortsgeschichtlichen, gebäudetypischen, orts- und landschaftsbildprägenden Zeugniswerts …“